# トレソーラ
株式会社トレソーラは、かつて東京放送ホールディングス（TBSHD）・フジ・メディア・ホールディングス・テレビ朝日の3社の共同出資により設立されていた企業である。
「トレソーラ」という社名は、スペイン語の「3つの波 (tres olas)」とイタリア語の「太陽（sole）」に由来する造語。
出資各局のテレビ番組を、インターネットを通じて配信する事業を目的として設立され、2002年9月〜11月、2004年2月〜4月に実験を行ったものの、著作権の問題から視聴可能な番組が限られた事、視聴のために専用ソフトを用意する必要があった事などから実験の結果は思わしくなく、2004年8月〜10月はセットトップボックス向けに対象を変更して実験を行った。
2008年2月1日から4月30日までテレビ番組の配信実験を実施した。パソコンに専用プレイヤーをインストールして、モニターでテレビ番組を閲覧できた。料金は、月額1000円で約40ある全タイトルが見放題になるが、著作権の問題がある事から、映画・ドラマが中心となった。なお、コンテンツごとに課金する方式も選べた。
2009年10月に、会社清算を完了。これにより、法人としてのトレソーラは消滅した。日刊合同通信2009年10月28日(水) 第54巻 第13222号